# Андрющенко (хутор)
Андрющенко — хутор в Ленинградском районе Краснодарского края России.
Входит в состав Ленинградского сельского поселения.

## География
Улиц на хуторе два: ул. Кубанская и ул. Коминтерна.

## Население
| 2002 | 2010 |
| ---- | ---- |
| 300  | ↘223 |

Национальный состав
По данным переписи 1926 года по Северо-Кавказскому краю, в населённом пункте числилось 23 хозяйства и 137 жителей (65 мужчин и 72 женщины), из которых украинцы — 96,4 % или 132 чел.